# Le bimbe piangono
Le bimbe piangono è un singolo del rapper italiano Guè, pubblicato il 5 giugno 2015 come primo estratto dal terzo album in studio Vero.

## Video musicale
Il video, diretto da Marc Lucas e Igor Grbesic, è stato reso disponibile il 9 giugno 2015 attraverso il canale YouTube del rapper.

## Tracce
1. Le bimbe piangono – 3:44